# Cimetière chinois de Nolette
Pour les articles homonymes, voir cimetière chinois.
Pour un article plus général, voir Sites funéraires et mémoriels de la Première Guerre mondiale (Front Ouest).
Le cimetière chinois de Nolette est un cimetière situé sur le territoire de la commune française de Noyelles-sur-Mer où sont inhumés des travailleurs civils chinois employés par l'armée britannique pendant la Première Guerre mondiale.
Avec plus de 800 tombes, il s'agit du plus grand cimetière chinois de France et d'Europe.

## Histoire

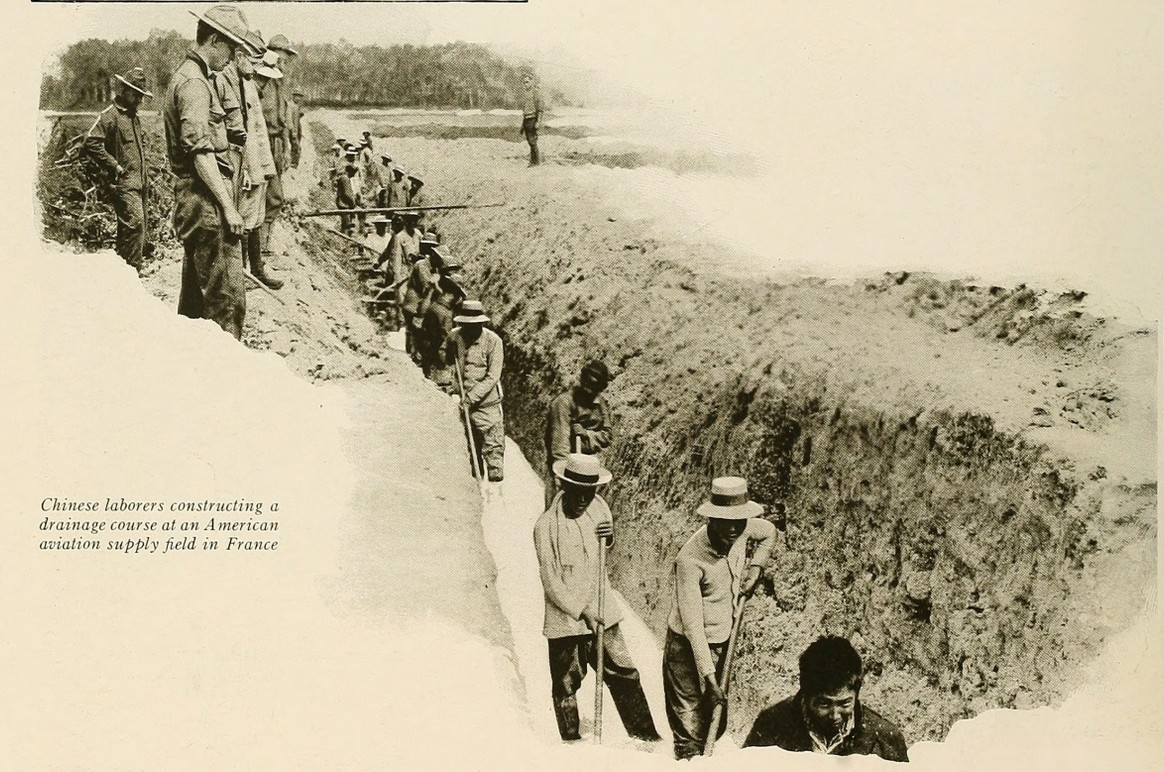
Des travailleurs chinois creusant un système de drainage en France.

Pendant la Première Guerre mondiale, Noyelles abrita une importante base arrière britannique dont un grand camp de coolies (travailleurs immigrés chinois). Ils furent recrutés par l'armée britannique entre 1917 et 1919 dans le cadre du corps de travailleurs chinois (en anglais, Chinese Labour Corps), pour des tâches de manutention à l'arrière du front mais certains connaitront les zones de combat.
Ils représentent l'une des premières immigrations chinoises en France. Ils avaient l'interdiction de se mêler à la population civile du lieu. Certains resteront en France après la Grande Guerre.
Ils étaient affectés à des tâches pénibles et dangereuses comme le terrassement de tranchées, le ramassage des soldats morts sur le champ de bataille, le déminage des terrains reconquis, la blanchisserie, les services de santé auprès des malades, en particulier ceux atteints de la grippe espagnole...
En 1921, le gouvernement britannique décida l'édification du cimetière chinois à Nolette. Le Major Truelove est chargé de sa réalisation sous l'autorité d'Edwin Lutyens.
Depuis 2002, le cimetière de Nolette est le lieu de célébration de la Fête de Qing Ming (Fête des Morts chinoise) en France organisée par le Conseil pour l'intégration des communautés d'origine chinoise en France.
Le cimetière est inscrit au titre des monuments historiques par arrêté du 14 septembre 2016.
On trouve dans le département de la Somme des tombes de coolies dans les cimetières d'Abbeville, Albert, Daours, Gézaincourt, Tincourt-Boucly et Villers-Carbonnel.

## Caractéristiques
Propriété de l'État français et gérée par la Commonwealth War Graves Commission, la nécropole située près du hameau de Nolette dans la commune de Noyelles-sur-Mer a été inaugurée en 1921 par le préfet de la Somme. 849 travailleurs chinois sont inhumés à Noyelles-sur-Mer. La plupart travaillait au camp chinois de l'armée britannique situé sur la commune entre 1917 et 1919.
Un certain nombre de défunts sont morts en 1919-1920. Beaucoup sont morts d'une épidémie de choléra qui a sévi dans le camp, de la grippe espagnole en 1918-1919 ou de la tuberculose, voire tués dans les zones de combat.
Le site est caractérisé par le portail d'entrée, les inscriptions sur les tombes et les essences d'arbres (pins, cèdres...) qu'on ne rencontre pas dans les autres cimetières du Commonwealth ainsi que par l'absence de croix du Sacrifice et de pierre du Souvenir.
Les tombes de ce cimetière sont constituées de 849 stèles en marbre blanc, avec sur chacune d'elles gravée une inscription en anglais « Faithful unto Death » ou « Though dead he still liveth » ou encore « A good reputation endures for ever » ainsi que des idéogrammes chinois et parfois, très rarement, le nom en anglais ou le matricule du défunt.
Le porche monumental et le mur de l'entrée tiennent lieu de mémorial pour la quarantaine de Chinois morts sur terre ou sur mer sans tombes connues.
Des statues de lions offerts par la république populaire de Chine sont situées, non loin de la nécropole, à l'entrée de la rue qui mène au cimetière de Nolette.

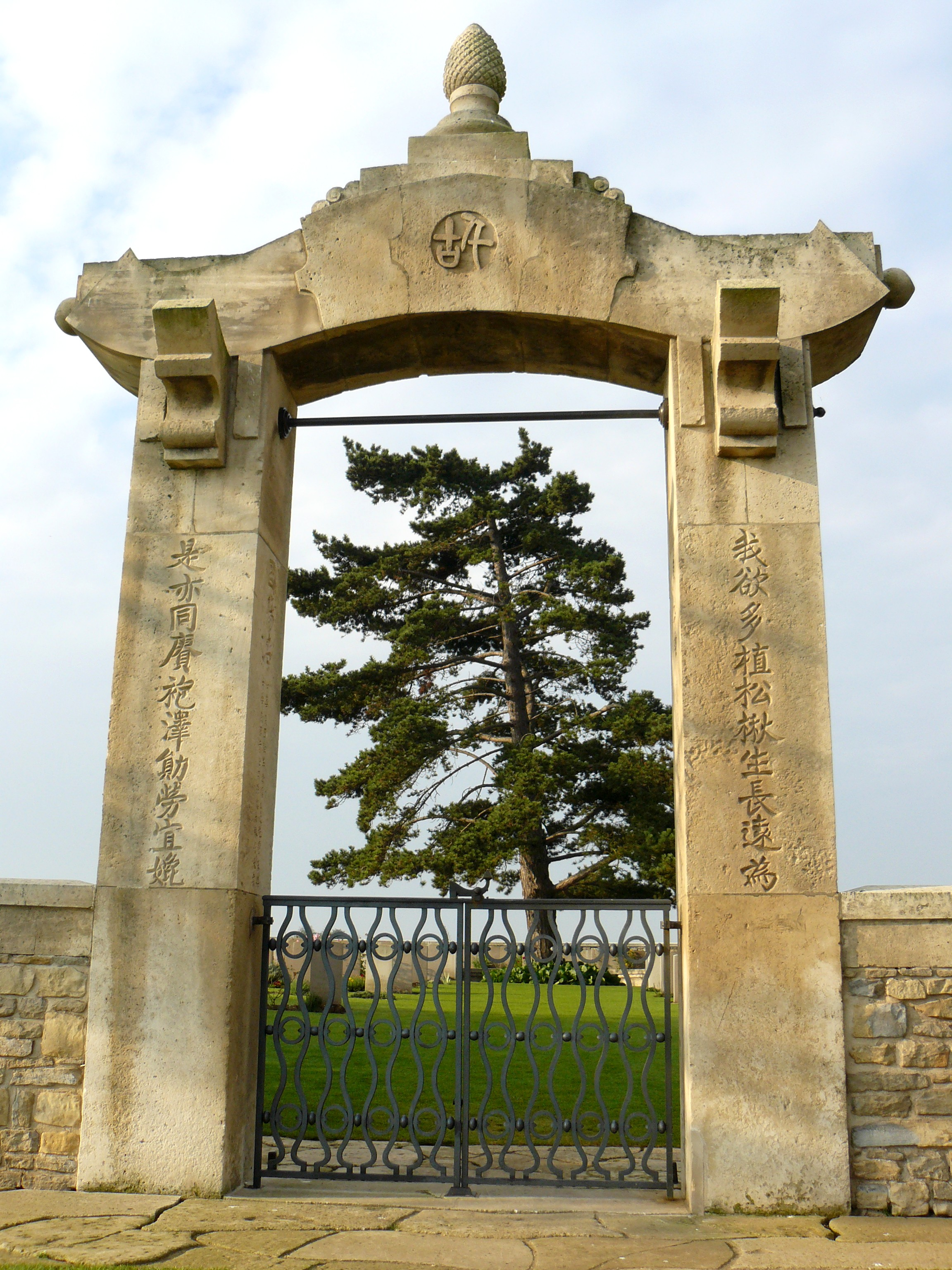
L'entrée du cimetière chinois de Nolette.
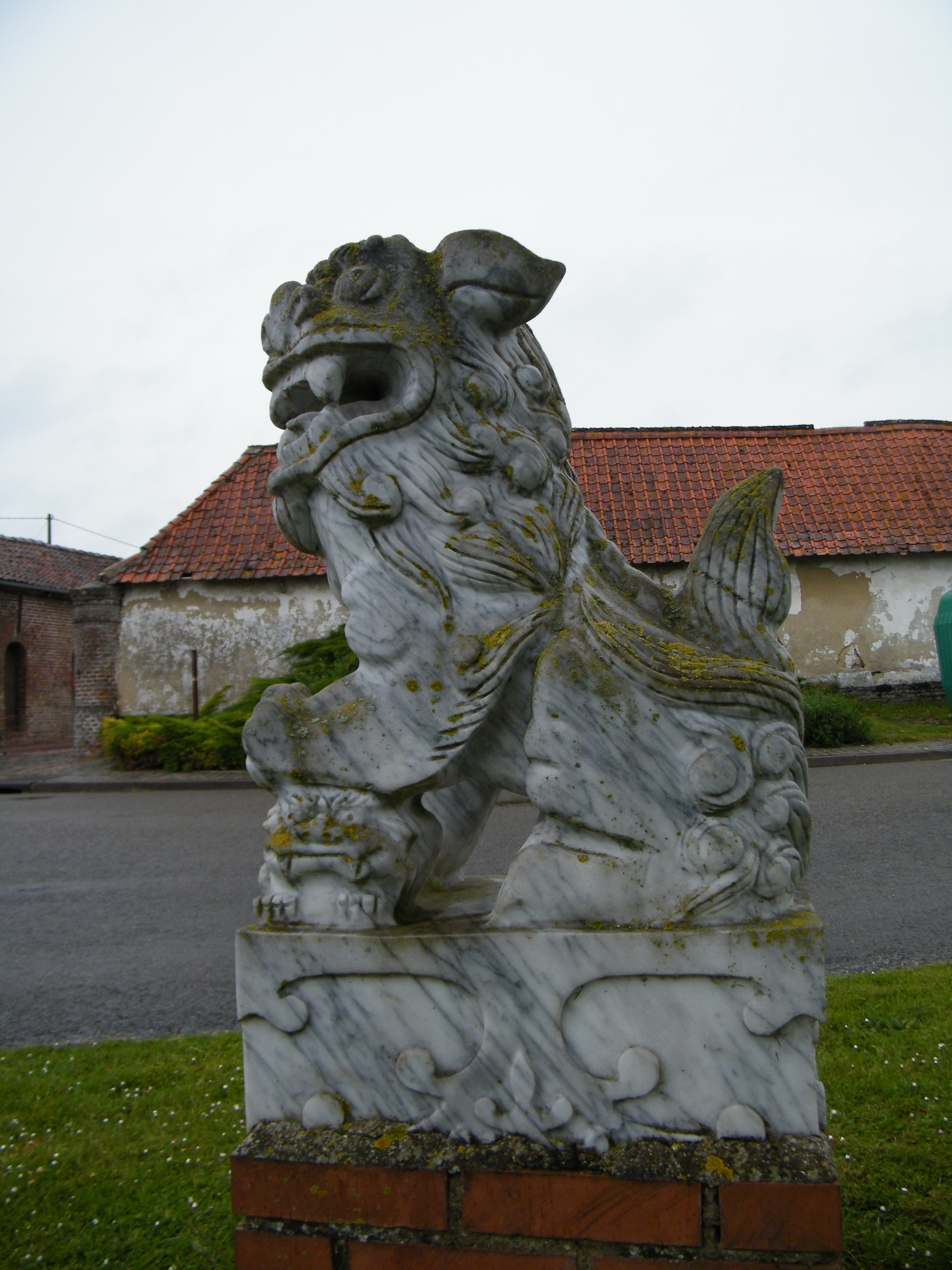
Une des deux statues de lion.
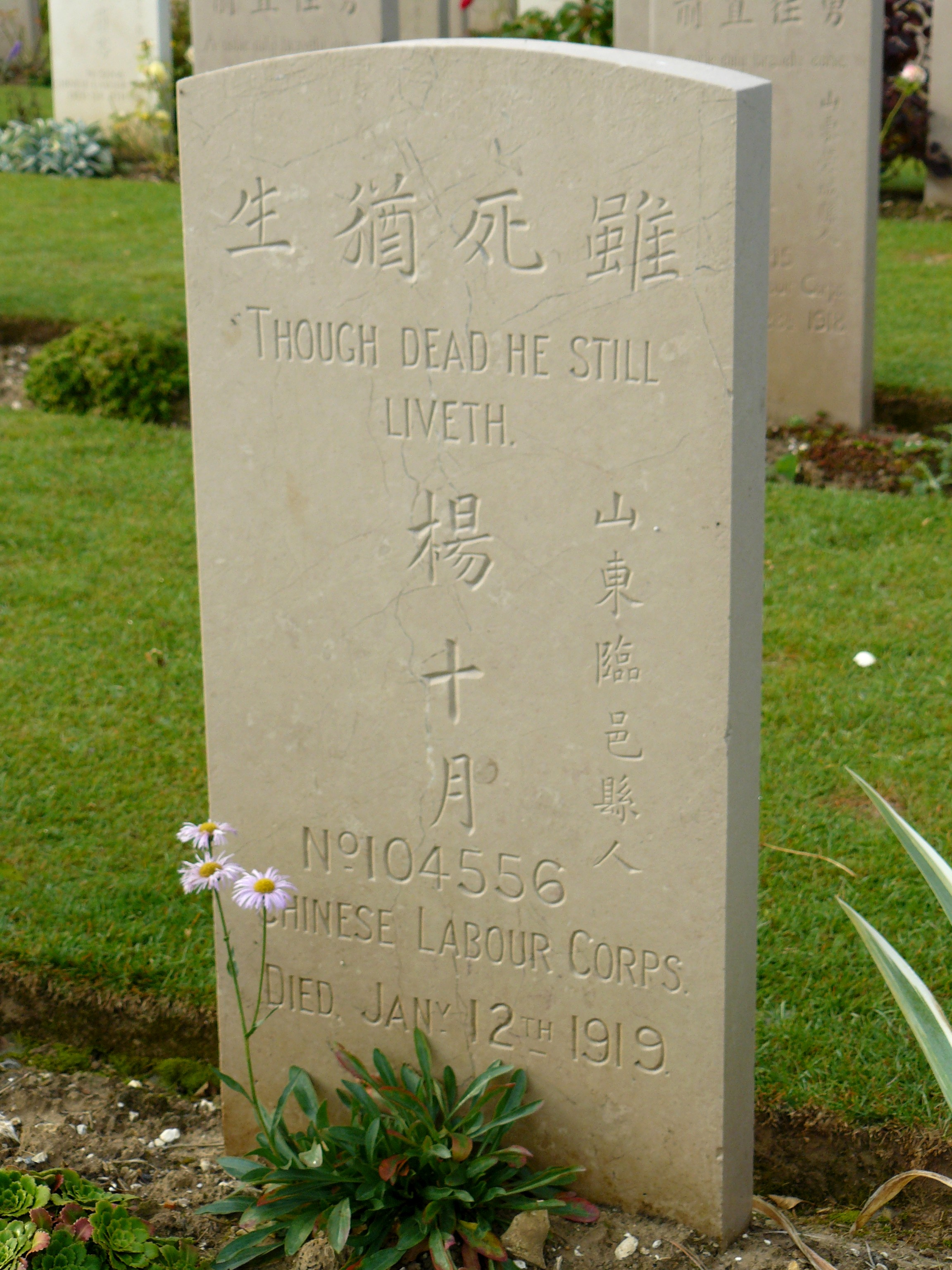
Tombe de 楊十月 originaire du Shandong, mort le 12 janvier 1919[4].

## Pour approfondir